# 라벤더 필즈
《라벤더 필즈》(영어: Lavender Fields)는 2024년 방영된 필리핀의 텔레비전 드라마이다.